# Low Marnham
Low Marnham est un village du Nottinghamshire en Angleterre. Il appartient à la paroisse civile de Marnham, dans le district de Bassetlaw.
Il est connu pour l'église Église Saint-Wilfrid, classée au National Heritage List for England.

## Personnalité
- George Cartwright (1739-1819), explorateur, y est né.